# Bürgle (Enkenstein)
Das Bürgle, auch Burg Enkenstein genannt, ist eine abgegangene Spornburg nahe Enkenstein, einem Ortsteil von Schopfheim im Landkreis Lörrach in Baden-Württemberg.

## Lage
Der Burgstall liegt auf einem bewaldeten 478 m ü. NN hohen Bergkopf über Enkenstein, dem Schlossberg.
Er ist über die Kreisstraße K 6348 (Maibergstrasse) von Enkenstein nach Hausen im Wiesental zu erreichen. Etwa 300 Meter nordöstlich der Gehöfte im Brodenloch zweigt ein Waldweg von der Straße ab. Nach weiteren 300 Metern erreicht man den Burgstall.

## Geschichte
Über diese kleine Burganlage ist bis heute nur sehr wenig bekannt, historische Belege fehlen ebenfalls völlig. Der Name der Burg hat sich wohl im 1392 erstmals erwähnten Enkenstein erhalten, bei dem es sich vermutlich um den ehemaligen Burgweiler handelt. Früher gehörte der Ort zur Vogtei Tegernau, und später zur Vogtei Langenau, und war Teil der Landgrafschaft Sausenburg.
Eine Adelsfamilie von Enkenstein ist nicht nachweisbar, es wurden nur Personen ab dem, an dem oder uff dem En(g)kenstein erwähnt, was die Vermutung eines Burgnamens aber noch unterstreicht. Enkenstein kam in den Besitz der Röttler Seitenlinie derer von Rotenberg, dann an das Kloster Sankt Blasien.
Die Burg wurde früher als ein Vorposten der Burg Rotenburg gezählt. Es handelte sich wohl doch eher um eine eigenständige kleine Burganlage. Allenfalls
gehörte der Hof im Brodenloch zur Burg.

## Beschreibung
Das Plateau des Bergsporns hat eine Länge von 40 bis 50 Metern und eine Breite von 10 bis 20 Metern. Die Böschungen des Plateaus sind steil und nur im Westen gibt es einen natürlichen Zugang. Dieser Zugang wurde durch einen Halsgraben gesichert, der heute teilweise verfüllt und kaum mehr erkennbar ist. Im Jahr 2007 wurde bei einer Begehung Bruchstücke von Mauerquadern, die teilweise noch Spuren von Mauermörtel zeigen, gefunden.